# Цаппа (буква)
Цаппа (амх. ፀፓ) — буква эфиопского алфавита геэз. В амхарском обозначает эйективный /ṣ/.
| V34 |

| V34 |

- ፀ  — цаппа геэз цэ
- ፁ  — цаппа каэб цу
- ፂ  — цаппа салис ци
- ፃ  — цаппа рабы ца
- ፄ  — цаппа хамыс це
- ፅ  — цаппа садыс цы (ц)
- ፆ  — цаппа сабы цо